# Tropidosaura cottrelli
Tropidosaura cottrelli är en ödleart som beskrevs av Hewitt 1925. Tropidosaura cottrelli ingår i släktet Tropidosaura och familjen lacertider. Inga underarter finns listade i Catalogue of Life.
Arten förekommer med två från varandra skilda populationer i östra respektive södra Lesotho samt i angränsande områden av Sydafrika. Utbredningsområdet ligger 2450 till 3300 meter över havet. Kanske lever Tropidosaura cottrelli även i regioner som ligger mellan de kända populationerna. Habitatet utgörs av klippiga områden som är täckta av gräs eller hed. Glest fördelad hittas även buskar av klockljungssläktet och av familjen korgblommiga växter.
Ett intensivare bruk av landskapet som betesmarker kan påverka beståndet negativt. Oklart är hur klimatförändringar kommer beröra arten. Fortfarande finns många lämpliga områden för Tropidosaura cottrelli kvar. IUCN kategoriserar arten globalt som livskraftig (LC).